# フロワード岬

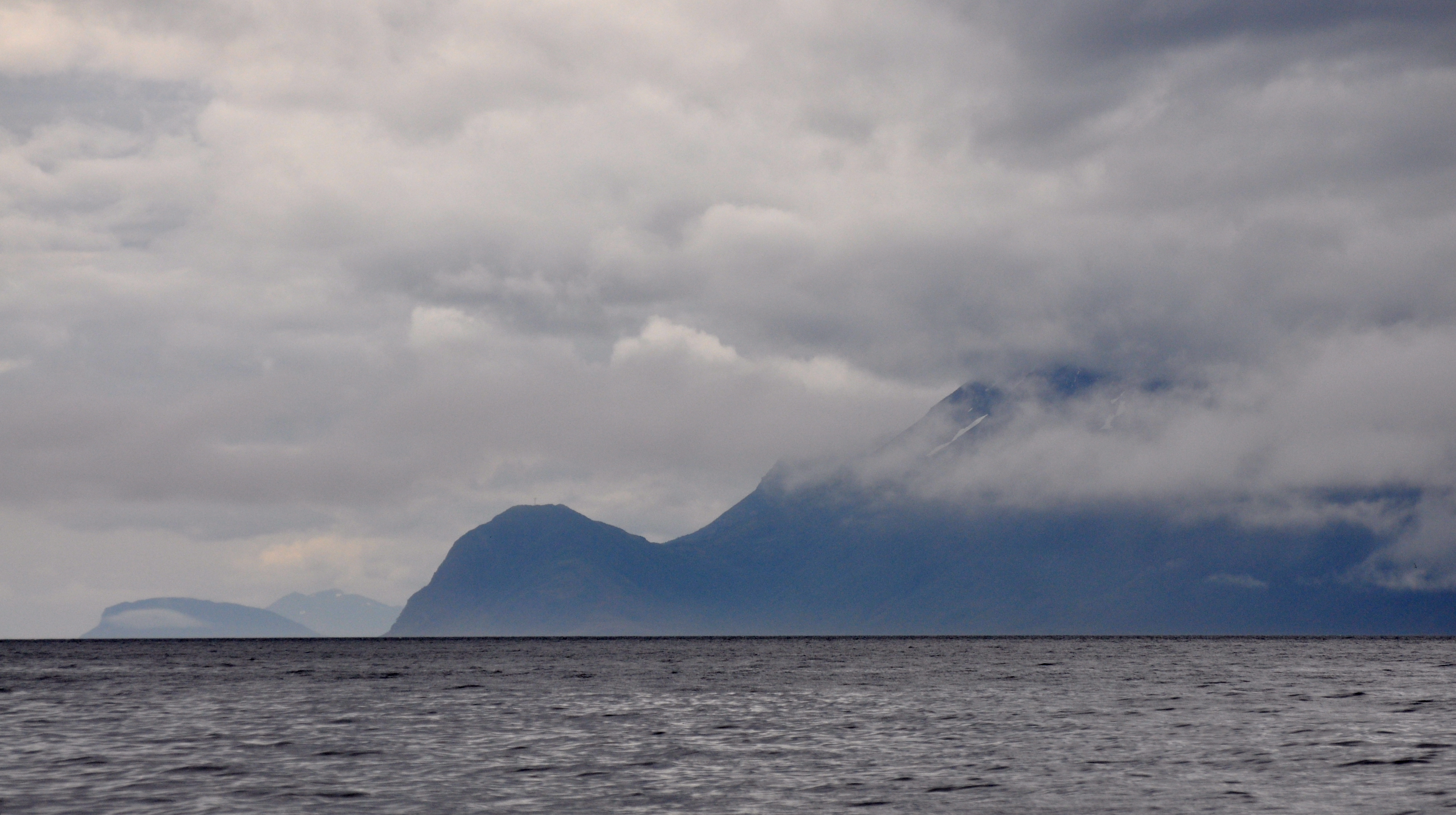
フロワード岬

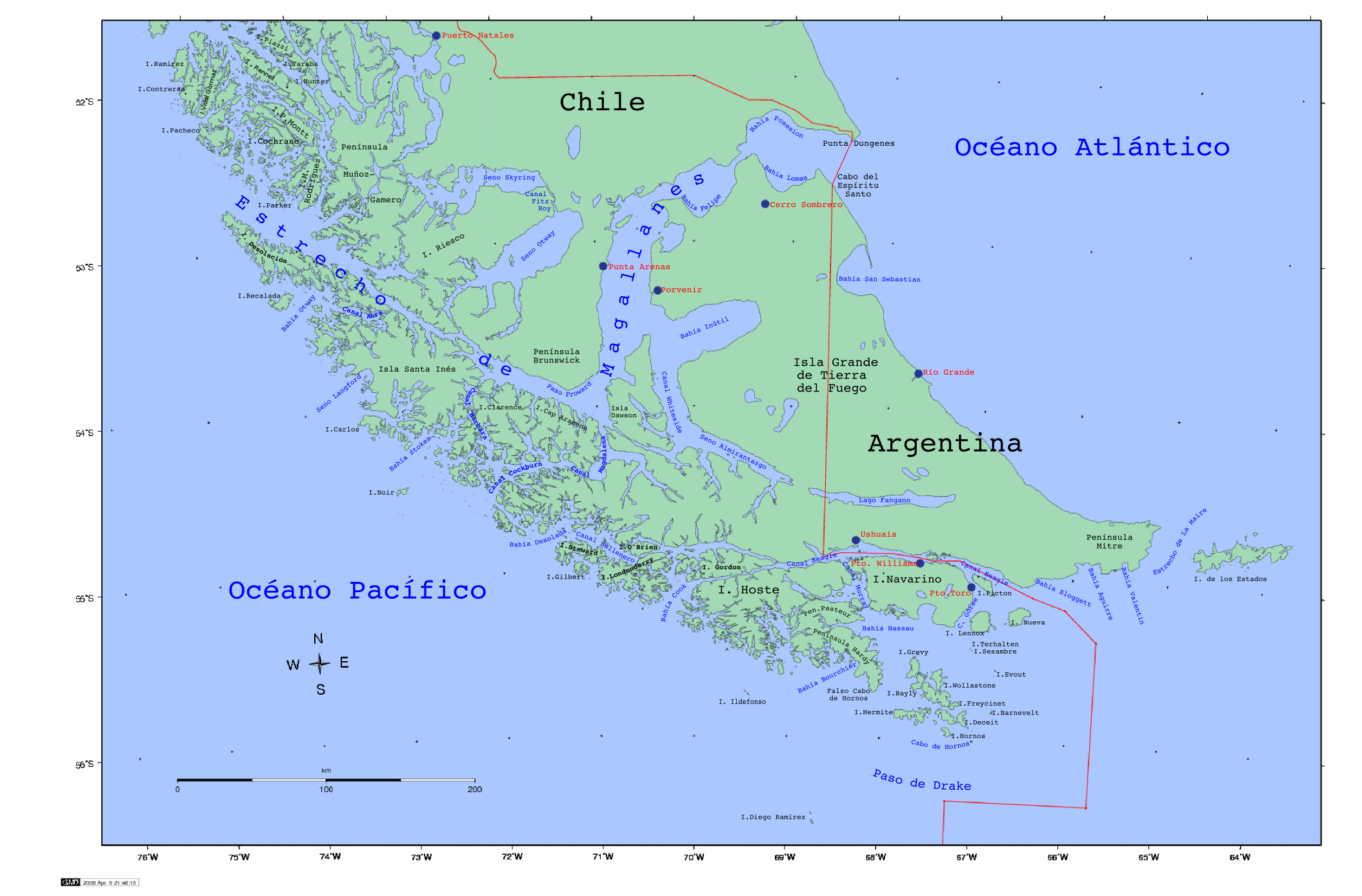
フロワード岬はマゼラン海峡の途中にある

フロワード岬（フロワードみさき、Cape Froward）は、南アメリカ大陸最南端の場所である。チリのブルンズウィック半島にあり、マガジャネス・イ・デ・ラ・アンタルティカ・チレーナ州に属する。南緯53度53分57秒 西経71度18分30秒 / 南緯53.89917度 西経71.30833度座標: 南緯53度53分57秒 西経71度18分30秒 / 南緯53.89917度 西経71.30833度
1587年1月、イギリスの探検家トーマス・キャヴェンディッシュ（Thomas Cavendish）により発見され、風雨が激しいことにちなみ命名された 。
フローワード岬の丘には「海の十字架（"Cruz de los Mares"）」と名付けられた金属製の巨大な十字架が建てられているが、周辺の風雨が激しいためにたびたび建て直されている。最初のものは1913年に作られ、現在のものは1987年にローマ教皇ヨハネ・パウロ2世のチリ訪問の記念に建てられた。